# Pia Hultgren
Pia Katarina Hultgren, född 19 januari 1966 i Sollentuna, är en svensk meteorolog som arbetar för Sveriges Television.

## Biografi
Som ung var Pia Hultgren deltagare i olika seglarläger och senare instruktör och styrman på Kryssarklubbens skepp Gratia. Det var seglingen som fick henne intresserad av meteorologi.
Hultgren avlade examen vid Uppsala universitet och har efter grundexamen också forskat vid Stockholms universitet och avlagt en licentiatexamen i dynamisk meteorologi. 
Efter examen vid Uppsala universitet började hon 1990 som meteorolog inom Försvarsmakten, där hon kom att tjänstgöra som meteorolog vid Hälsinge flygflottilj (F 15), Jämtlands flygflottilj (F 4) och Helikopterflottiljen (Hkpflj). När meteorologen Pererik Åberg skulle göra programserien Vädrets makter 2006 sökte Sveriges Television (SVT) en vikarie och därmed blev Hultgren en TV-profil. 2007 lämnade hon Försvarsmakten med majors grad, och började som meteorolog på SVT. Särskilda uppdrag inom svensk television har varit bröllopsmeteorolog 2010, meteorolog i programmet Mitt i naturen våren 2013 och 2014, samt sedan 2008 specialuppdraget Vasaloppsmeteorolog.
Pia Hultgren har ett SM-silver i maraton från 1994.